# 実況パワフルメジャーリーグ3
『実況パワフルメジャーリーグ3』（じっきょうパワフルメジャーリーグスリー）は、2008年10月2日にコナミデジタルエンタテインメントから発売された野球ゲームソフト。PlayStation 2とWiiそれぞれの対応ソフトとして発売された。実況パワフルプロ野球のMLBシリーズは3作目。また、本作からはWii版でも同一のタイトルで発売された。
前作と同じく、海外（北米）でも本作は『MLB Power Pros 2008』として発売された。また、海外版ではニンテンドーDS版も発売されている。パワメジャシリーズとしては携帯ゲーム機初登場となる。

## 内容
日本人選手は前作まで収録されていた松坂大輔、岡島秀樹（ボストン・レッドソックス）、イチロー、城島健司（シアトル・マリナーズ）、井川慶、松井秀喜（ニューヨーク・ヤンキース）、岩村明憲（タンパベイ・レイズ）、斎藤隆（ロサンゼルス・ドジャース）、野茂英雄（元カンザスシティ・ロイヤルズ）に加え、2008年MLBに移籍した黒田博樹（ロサンゼルス・ドジャース）や、福留孝介（シカゴ・カブス）が追加された。もちろんMLBのスターも収録されている。
当時テキサス・レンジャーズ所属だった福盛和男は何故かFA枠に入っており、マイナーリーグ(レッドソックス3A)登録だった田澤純一は収録されていない。

## 主なモード
対戦
MLB30チーム+ア・リーグオールスター、ナ・リーグオールスターの計32チームから1チーム選び、対戦することができる（1P対2P、1P対COM、COM対COM）。自分で作成したアレンジチームも使用できる（アレンジチームを含めた場合、最大64チームから選択可能）。
サクセス
本作の舞台はマイナーリーグ。プレイヤーはメジャーリーガーを夢見るひとりの野球選手となり、様々な経験を積み重ねAAA（トリプルエー）、メジャー入りを目指す。 また本作では、試合中のチームメイトやライバル達の顔が3Dで再現されるのが特徴。
メジャーライフ
本作から追加された新しいモード。パワプロでいうマイライフモードである。最大20年間プレイが可能。「憧れ現役選手編」、「メジャーリーグ人生編」、「オリジナル選手編」の三本となっている。
マイライフと違い、スタッフ陣は架空名となっている。また、メジャーライフ版「奥居」と言える「イーサン＝オークリー」という架空選手がプレイヤーと同じ球団に入団する。
システムはパワプロ14までのマイライフモードにおよそ準拠したものとなっている。
- 年末の契約更改からゲームが始まるが、ゲーム中の後輩は6月のドラフトで入団してくる。
- 出身が「社会人野球」の代わりに「独立リーグ」となっている。独立リーグ出身の選手は通常ドラフト会議を経ないのだが、本作ではドラフト順位を設定する。
- 年末の年俸交渉は直接行わずに「代理人」を介して行い、こちらからは契約か再交渉の指示しか出来ない。代理人によっては再交渉を拒否する。
- 任意のタイミングで任意の金額を社会貢献として寄付することが可能で、他にも成績に応じた社会貢献を求められることもある。
- マイライフの「格」に相当する「ランク」が存在するが、マイライフと違い1年目の「ルーキー」固定はなく、上のランクを目指すことが可能である。

シーズン
パワプロでいうペナントモード。プレイヤーはゼネラルマネージャー（GM)となり、チームを強化しながらリーグチャンピオン、プレイオフ進出、そしてワールドチャンピオンを目指す。試合や練習をすることによって選手が成長していく。また試合の結果に応じて、ポイントを得る事ができる。
リーグ
最大6チームまで参加できる。
選手カード

選手の名前や出身地、愛称などが書かれたカード。パワポタシリーズのPoTaCaと同じようなもの。
アレンジ
自由に選手を選び、自分だけのアレンジチームを作成できる。最大32チームまで作成可能。
リモパワ
Wii版のみに存在するモードであり、Miiに対応している。
ショップ

対戦やホームラン競争の成績によって獲得するポイントを消費して、選手カードや投球・打撃フォーム、ユニフォーム、隠し球場などを購入できる。
選手カードはダブり１００枚で新しく選んでもらえる。もちろん、ダブりカードはなくなる。

## サクセス
本作のサクセスはマイナーリーグ編。2年間でスカウトに認められてメジャー入りすることが目標。
クリコマシステムを採用しており、行動するごとにクリコマポイントを消費して練習や遊び、体力の回復を行う。クリコマポイントは次ターンに繰り越すことが可能であり、最大3回分まで溜めておける。
1年目はAAのグリーンアップルズでプレイし、スカウトの評価が一定であれば2年目をAAAのゴールデンアップルズでプレイできる。逆に1年目でもスカウトの評価が足りない場合は解雇されてしまいゲームオーバーとなる。

### 登場キャラ
本作で対戦相手として登場するキャラクターは全員ピッチャーであるため、ゲーム中の投手データを閲覧することでフルネームの確認が可能。
主人公（パワメジャくん）
メジャー入りを目指す。AA所属「グリーンアップルス」（のち「ゴールデンアップルス」）の選手。
ヤーベン
フルネームはヤーベン・ディヤンス。主人公の親友。パワプロシリーズにおける矢部明雄の役割。チャームポイントのメガネと「ヤンス」が口癖。守備能力はそこそこでセンターかセカンドを守る。
ウォール
フルネームはロッキー・ウォール。独特なしゃべり方が特徴の、AA所属・鉄壁の守備力を誇るイージスのキャプテン。髭が凄い勢いで伸びるらしい。投手。
スロウ
フルネームはモア・スロウ。俊足揃いであるAAのチーム・マッハソックスのエース。間延びした喋り方であるが足は非常に速い。
ワルター
フルネームはワルター・ハドソン。巧打者揃いであるAAのチーム・バーガーズのエース。既婚だがチーム契約で大量のハンバーガーを食べさせられていて、妻の料理が入らないらしい。
ジョナサン
フルネームはジョナサン・ダイアモンド。主人公のライバル。AA所属・ワイルドジョーカーズのキャプテン。幼い時から野球のセンスがあり能力は高い。ルーシーに好意を持っているが色んな女性に声をかけているらしい。投手。女癖はかなり悪い。最終的に自分は野球が好きと言い、主人公を追いかける。
シッチ
フルネームはシッチ・ダヴォー。主人公のチームメイト（AA・AAA）。数々の忍術を使いこなす。自称スパイ。投打にそこそこの能力を持つが、一定の条件を満たすと驚異的な能力を持つ敵になり主人公に立ちはだかる。投手。
テリー
主人公のチームメイト（AAA）。メジャーリーグで活躍していた。パワーはあるが足の故障のせいか、走力・守備力は低い。一塁手。
ジョーイ
AAAでの主人公のチームメイト。本職はショートだがレフトとサードも守れる。詩人気取りでややナルシシズムに浸っている。
フランク
主人公のチームメイト（AA）。妹がいる。守備力は全体的に高めの設定になっているが、極端にチャンスに弱い。レフトフィールダー。
トム
AAでの主人公のチームメイト。ヒゲ面だが25歳で、若い者は苦労すべきだと思っていて何かと助言をもったいぶる。キャッチャー。
ギル
フルネームはギルガメッシュ・スター。AAAのチーム・ギャラクシーシャークスのエース。主人公とは何かしらの繋がりがある。肌の色が主人公と同じ。
モーガン
フルネームはラゲット・モーガン。AAAのチーム・ギガンテスのエース。やたらと大声で叫ぶので勝っても負けても非常にうるさい。
ベル
フルネームはナイス・ベル。AAAのチーム・グァヴァストロベリーズのエース。軽薄かつ自信過剰な性格で女性ファンが多い。
スコット
フルネームはスコット・ピテクス。AAAのチーム・モンモンモンキーズのエース。周りにはほとんどキーキー言っているようにしか聞こえない。

#### 彼女候補
ルーシー
主人公の幼馴染。野球好き。
バティ
主人公が通うホットドッグ屋の店主の妹。
エミリー
フルネームはエミリー・チョコ。不思議な空気を持つ女性。

#### その他
ブアイソン
パワメジャシリーズお馴染みの店員。
ルディ
『パワメジャ2』から登場するスカウト。初登場は1年目のオフシーズンだが、それ以前にも練習や試合を視察しており、1年目でも彼の評価が足りないと2年目をプレイできない。
ダイジョーブ博士
パワプロシリーズお馴染みのマッドサイエンティスト。
ウイリアム
AA・グリーンアップルズのゼネラルマネージャー（GM）。顔が大きくいつも笑っているが、怒ると非常に目つきが悪くなる。また経営の腕はともかく野球のルールや球界の事情にはかなり不案内。
ジョブ
AAA・ゴールデンアップルズのGM。
デューク
フルネームはデューク・スター。AAA、ギャラクシーシャークスのGMであるが、若いころはお人よしが祟って借金苦に陥っていた。冷静沈着とは程遠い性格だが人望はあるため選手の管理にはうってつけと言われている。
ギルの父であり、主人公の生き別れの父親でもある。
ゴールドマン
ギャラクシーシャークスのオーナー。拝金主義者であると同時に徹底的な効率主義者であり、長期の故障をして働けない選手は容赦なく切り捨てる。借金苦のデュークを拾うところ人を見る目はあるが、人望は無いに等しい。